# Hans-Jörg Pfister
Hans-Jörg Pfister (Bienne, 4 maggio 1951) è un ex calciatore svizzero, di ruolo attaccante.

## Carriera
In carriera vinse per 2 volte il campionato svizzero (1979, 1982) e per 2 volte la Coppa di Svizzera (1978, 1979)